# Fachwirt im Sozial- und Gesundheitswesen
Geprüfter Fachwirt im Sozial- und Gesundheitswesen ist ein öffentlich-rechtlich anerkannter Abschluss auf Meisterebene, der nach einer erfolgreich absolvierten branchenbezogenen kaufmännischen Aufstiegsfortbildung gemäß Berufsbildungsgesetz vergeben wird. Die bundeseinheitliche Prüfung erfolgt auf Grundlage einer besonderen Rechtsverordnung vor dem Prüfungsausschuss einer Industrie- und Handelskammer (IHK).
Fachwirte im Sozial- und Gesundheitswesen arbeiten in Bereichen, wo sich Aufgaben des Sozialmanagements mit betriebswirtschaftlichen Anforderungen überschneiden, also zum Beispiel in Krankenhäusern/Kliniken, Gesundheitszentren, Reha- und Vorsorgeeinrichtungen, Wohn- und Pflegeheimen, bei Transport- und Rettungsdiensten, bei Krankenkassen oder bei Verbänden.
Die Zielgruppe für diese Fortbildungsprüfung umfasst vor allem die Gruppe der Fachkräfte aus Pflege-, Sozial- und Gesundheitsberufen, die bereit sind, sich weiterzuqualifizieren, um neue Aufstiegschancen wahrzunehmen.
Am 21. Juli 2011 erließ das Bundesministerium für Bildung und Forschung eine neue Verordnung zum Fachwirt im Gesundheits- und Sozialwesen, welche die bisherige Fortbildung zum Fachwirt im Sozial- und Gesundheitswesen neu ordnete und die Fortbildungsinhalte und die Prüfungskriterien neu gestaltete. Prüfungen nach dieser neuen Rechtsverordnung finden bereits statt; bis zum 31. Juli 2015 konnten jedoch noch Prüfungen nach der „alten“ Prüfungsordnung zum Fachwirt im Sozial- und Gesundheitswesen durchgeführt werden.

## Fortbildungsinhalte
Die Inhalte gliedern sich in einen wirtschaftsbezogenen Teil sowie in einen handlungsspezifischen Teil.
Inhalte des wirtschaftsbezogenen Teils
- Volks- und Betriebswirtschaft
- Rechnungswesen
- Recht und Steuern
- Unternehmensführung

Inhalte des handlungsfeldspezifischen Teils
- Sozial- und Gesundheitsökonomie
- Rechtliche Bestimmungen im Sozial- und Gesundheitswesen
- Marketing im Sozial- und Gesundheitswesen
- Management im Sozial- und Gesundheitswesen

## Fortbildungsdauer
Der DIHK-Rahmenplan empfiehlt für die Fortbildung zum Fachwirt im Sozial- und Gesundheitswesen einen Unterrichtsumfang von 600 Unterrichtsstunden. Öffentliche und private Bildungsträger bieten Lehrgänge zu den Prüfungen zwischen drei und 24 Monaten sowohl in Vollzeit als auch berufsbegleitend an; für die Zulassung zur Prüfung ist die Teilnahme an einem Lehrgang allerdings nicht verpflichtend.

## Prüfungszulassungsvoraussetzungen
Zur Prüfung zugelassen werden kann, wer 
- eine einschlägige abgeschlossene Berufsausbildung und danach eine mindestens zweijährige Tätigkeit im Sozial- und Gesundheitswesen oder
- eine erfolgreich abgeschlossene Berufsausbildung in einem sonstigen anerkannten kaufmännischen, verwaltenden, helfenden, pädagogischen oder pflegenden Beruf und danach eine mindestens dreijährige Tätigkeit in qualifizierten Tätigkeiten oder
- eine mindestens fünfjährige Berufspraxis im Gesundheits- und Sozialwesen

nachweist.
Abweichend davon kann zur Prüfung zugelassen werden, wer durch Vorlage von Zeugnissen oder auf andere Weise glaubhaft macht, dass er vergleichbare Kenntnisse, Fertigkeiten und Erfahrungen erworben hat, die die Zulassung zur Prüfung rechtfertigen. Dies ist Auslegungssache der prüfenden Einrichtung.
Die Erfüllung der Zugangsvoraussetzungen muss erst zum Zeitpunkt der Prüfung nachgewiesen werden. Dies bedeutet, dass auch die Fortbildungszeiten zu dieser Prüfung als nachzuweisende Berufspraxis teilweise oder gänzlich angerechnet werden können.